# Березовка (притока Дніпра)
Березовка (біл. Бяро́заўка) — річка в Шкловському районі Могильовської області Білорусі, права притока Дніпра.
Довжина річки 26 км. Площа водозбірного басейну 230 км². Середній нахил водної поверхні 1,98 м/км. Починається між урочищами Забор'є та Березовка, гирло біля села Слобідка, за 8 кілометрів на північ від Шклова. У цьому місці ширина річки — 21 метр, глибина — 2 метри. Вододіл на Оршансько-Могильовській рівнині.
Основні притоки: Воропинка, Хильчанка. Північніше Бірки-1 в Березівку праворуч впадає Бонари. Нижче, в селі Трійця праворуч впадає Воропинка. Біля гирла, навпроти села Слобідка зліва впадає Хильчанка.
Біля річки лежать селища Старосілля, Городок, Троїця, Корзуни, Слобідка та ін. Біля села Троїця на річці є Троїцьке водосховище.